# Persone di nome Luiz/Calciatori
| Questa pagina contiene informazioni ricavate automaticamente dalle voci biografiche con l'ausilio del template Bio e di un bot. L'aggiornamento è periodico e automatico e ricostruisce completamente la pagina. Se manca una persona in questa lista, sei pregato di non aggiungerla, ma accertati piuttosto che la sua voce biografica contenga il template Bio e che i dati anagrafici siano correttamente compilati. Se il template Bio manca, inseriscilo tu stesso o, in alternativa, metti l'avviso {{tmp\|Bio}} che ne segnala la mancanza. Se i dati riportati sono sbagliati, correggi direttamente la voce biografica; le modifiche saranno visibili in questa lista entro pochi giorni. Per chiarimenti vedi il progetto antroponimi. La lista contiene solo le 56 persone che sono citate nell'enciclopedia e per le quali è stato implementato correttamente il template Bio. Pagina aggiornata al 16 ott 2024. |

Questa è una lista di persone presenti nell'enciclopedia che hanno il nome Luiz e sono calciatori.

## A(6)
- Sassá, calciatore brasiliano (Muaná, n. 1994)
- Luiz Eduardo Azevedo Dantas, ex calciatore brasiliano (Parelhas, n. 1985)
- Luiz Henrique, calciatore brasiliano (Rio de Janeiro, n. 1999)
- Luiz Henrique Augustin Schlocobier, calciatore brasiliano (Mafra, n. 1999)
- Luiz Otávio, calciatore brasiliano (Carmo, n. 1988)
- Luiz Otávio, calciatore brasiliano (Curitiba, n. 1997)

## B(2)
- Luiz Henrique, calciatore brasiliano (Maceió, n. 1997)
- Luizão, ex calciatore brasiliano (Rubinéia, n. 1975)

## C(2)
- Luiz Júnior, calciatore brasiliano (Jaguaruana, n. 1989)
- Luiz Fernando, calciatore brasiliano (Carmo da Mata, n. 1988)

## D(17)
- Luiz Antônio de Souza Soares, calciatore brasiliano (Rio de Janeiro, n. 1991)
- Luiz Araújo, calciatore brasiliano (Taquaritinga, n. 1996)
- Luiz Gustavo Domingues, calciatore brasiliano (Santo Antônio do Grama, n. 1988)
- Luiz Adriano, calciatore brasiliano (Porto Alegre, n. 1987)
- Luiz Alberto, ex calciatore brasiliano (Rio de Janeiro, n. 1977)
- Mussula, calciatore brasiliano (Belo Horizonte, n. 1938 - Belo Horizonte, † 2018)
- Rhodolfo, ex calciatore brasiliano (Bandeirantes, n. 1986)
- Zelão, ex calciatore brasiliano (Pirajuí, n. 1984)
- Luiz Felipe da Rosa Machado, calciatore brasiliano (Santa Maria, n. 1996)
- Fernando Karanga, calciatore brasiliano (Camaragibe, n. 1991)
- Luiz Felipe da Silva Nunes, calciatore brasiliano (Rio Grande, n. 1997)
- Luiz Otávio, calciatore brasiliano (Japeri, n. 1992)
- Beto da Silva, calciatore peruviano (Lima, n. 1996)
- Luiz Gustavo de Almeida Pinto, calciatore brasiliano (Colatina, n. 1993)
- Biel, calciatore brasiliano (Curitiba, n. 2002)
- Luiz Soares, calciatore brasiliano (n. 1999)
- Luiz Eduardo dos Santos Gonzaga, calciatore brasiliano (Itanhaém, n. 1990)

## F(5)
- Luiz Fernando, calciatore brasiliano (Rio de Janeiro, n. 1995)
- Luiz Antonio Ferreira Rodrigues, calciatore brasiliano (Maranguape, n. 1994)
- Dudu Figueiredo, calciatore brasiliano (Curitiba, n. 1991)
- Luiz Eduardo Felix da Costa, calciatore brasiliano (Guaíra, n. 1993)
- Luizinho, ex calciatore brasiliano (Nova Lima, n. 1958)

## G(3)
- Luiz Carlos Guarnieri, ex calciatore brasiliano (Mogi Mirim, n. 1971)
- Luiz Gustavo Dias, calciatore brasiliano (Pindamonhangaba, n. 1987)
- Luiz Fernando, ex calciatore brasiliano (Porto Alegre, n. 1971)

## H(1)
- Luiz Paulo Hilário, calciatore brasiliano (Rio de Janeiro, n. 1987)

## L(2)
- Muralha, calciatore brasiliano (Rio de Janeiro, n. 1993)
- Luiz Phellype, calciatore brasiliano (São Gonçalo do Sapucaí, n. 1993)

## M(2)
- Lulinha, calciatore brasiliano (Mauá, n. 1990)
- Luiz Fernando Moraes dos Santos, calciatore brasiliano (Tocantinópolis, n. 1996)

## N(3)
- Luiz Carlos Nascimento Júnior, calciatore brasiliano (Vargem Alta, n. 1987)
- Luiz Felipe do Nascimento dos Santos, calciatore brasiliano (Tubarão, n. 1993)
- Luizão, calciatore brasiliano (San Paolo, n. 1998)

## O(1)
- Luizão, calciatore brasiliano (San Paolo, n. 2002)

## P(2)
- Luiz Fernando Pereira da Silva, calciatore brasiliano (Santa Bárbara d'Oeste, n. 1985)
- Luiz Carlos Pereira, ex calciatore brasiliano (San Paolo, n. 1960)

## R(3)
- Luiz Felipe Ramos Marchi, calciatore brasiliano (Colina, n. 1997)
- Luiz Júnior, calciatore brasiliano (Picos, n. 2001)
- Luiz Henrique, calciatore brasiliano (Petrópolis, n. 2001)

## S(5)
- Luiz Eduardo Santana Brito, ex calciatore brasiliano (Rio de Janeiro, n. 1982)
- Deleu, calciatore brasiliano (Penedo, n. 1984)
- Luiz Henrique, ex calciatore brasiliano (Rio de Janeiro, n. 1981)
- Luiz Henrique dos Santos Júnior, calciatore brasiliano (Salvador, n. 1998)
- Júnior Viçosa, calciatore brasiliano (Viçosa, n. 1989)

## T(1)
- Luiz Gustavo, calciatore brasiliano (Votuporanga, n. 1994)

## V(1)
- Luiz Felipe Ventura dos Santos, calciatore brasiliano (Rio de Janeiro, n. 1984)